# Nuclei intralaminares
Bei den Nuclei intralaminares handelt es sich um eine Gruppe von Hirnkernen, die dem unspezifischen Thalamus (Truncothalamus) zugeordnet werden. Ihr größter Vertreter ist der Nucleus centromedianus, dem große Bedeutung bei der unspezifischen Erregung der Großhirnrinde durch das aufsteigende retikuläre Aktivierungssystem zukommt. Darüber hinaus ist er bei der Integration von motorischen Impulsen eingebunden. 
Die intralaminäre Kerngruppe erhält ihre Afferenzen aus dem Kleinhirn, dem Tractus spinothalamicus, von der Formatio reticularis sowie aus prämotorischen und motorischen Kortexarealen. Efferenzen verlassen die Nuclei intralaminares in Richtung Striatum und Gyrus cinguli. Weiterhin bestehen Verbindungen zu anderen Thalamuskernen.